# Borkovich Márton
Borkovics Márton OSPPE, horvátul: Martin Borković (Domagovics, 1597 – Zágráb, 1687. október 31.) zágrábi püspök, majd kalocsai érsek.

## Életútja
Zágrábban tanult, 1627-től Lepoglaván lépett a rendbe, 1629. január 15-én fogadalmat tett. 1631 és 1632 között fizikát és metafizikát tanult az alamóci jezsuita kollégiumban, VIII-ban filozófiai magister, október 2-án diákonusként a CGH növendéke. 1636. március 26-án papként tért haza. A lepoglavai kolostorban hitszónok, majd vikárius, 1644 és 1651 között a rendi káptalan főperjele. 1646-ban meglátogatta a lengyel kolostorokat, 1647-ben reformrendeleteket írt a szerzetesek fegyelmének megtartására. 
1657-től a rend generálisa. 1663-ban a káptalan újból megválasztotta, de ezt a Szentszék nem hagyta jóvá, Borkovics ekkor remetei helynök lett. Ivanovics Pállal fölváltva viselték a főperjeli és vikáriusi tisztséget, amíg 1664-ben szkardonai választott püspök nem lett. 1663-ban a rendi történet első kötetéhez Borkovics írt előszót; 1666. augusztus 5-én pedig elrendelte, hogy a kolostorok könyvtárait aszketikus, kazuisztikus és lelki olvasmányokkal gyarapítsák. E rendeletét a lengyel kolostorokban is alkalmazták. 1667-től a magyarországi pálos misszió feje.
I. Lipót császár 1667. november 19-én zágrábi püspökké nevezte ki; a pápa 1668. június 11-én erősítette meg. A pozsonyi országgyűlés idején Szelepcsényi prímás püspökké szentelte. 1669-ben Zrínyi Péter hasztalanul küldte Bécsbe, hogy számára kegyelmet szerezzen. 1670-ben a bán helynöke, 1673. június 16-án és 1687. május 12-én egyházmegyei zsinatot tartott; terjesztette Szent József, a jezsuita szentek, Szent Quirinus és Páduai Szent Antal tiszteletét. 
A horvát rendekkel törvénybe iktatta, hogy a szeplőtelen fogantatás előnapján szigorú böjtöt tartsanak. 1687-ben bosnyák és szerb családokat telepített a topuszkói apátság birtokára. Elérte, hogy az egyházmegyében élő görögkeleti uszkokok püspökét mint helyi vikáriust az ő joghatósága alá rendeljék. I. Lipót 1686. december 16-án kalocsai érsekké nevezte ki, megengedve, hogy a zágrábi püspökség kormányzását is megtarthassa. Szentség hírében halt meg.
Adatokat gyűjtött Eggerer Fragmentáihoz, kiadatta a püspöksége idején tartott zágrábi egyházmegyei zsinatok aktáit.